# Kruununhaka
Kruununhaka (svensk: Kronohagen) er en bydel i Helsinki, Finland. Den ligger nær havnen og centrum i Vironniemi-distriktet (svensk: Estnäs) i det sydlige stordistrikt.
Kruununhaka opstod, da Helsinki i 1660’erne blev flyttet hertil fra sin oprindelige placering ved Vantaa. Fra begyndelsen har Kruununhaka været hjemsted for byens embedsmænd og diplomater.
Mange af Helsinki Universitets bygninger ligger i Kruununhaka. Bydelen er også hjemsted for Helsinki Domkirke, Statsrådsslottet, Præsidentslottet, Ridderhuset og Finlands Bank. I dag er Kruununhaka desuden kendt for sine mange vintagebutikker.
Kruununhaka har et areal på 0,57 km2 og et indbyggertal på 7.414 (2017).

## Berømte indbyggere
- Kirka Babitzin, sanger
- Harri Holkeri, politiker
- Magnus Lindberg, komponist
- Johannes Virolainen, politiker
- Bror-Erik Wallenius, sportskommentator